# Кевін Голлер
Кевін Вейд Голлер (англ. Kevin Wade Haller; 5 грудня 1970, м. Троушу, Альберта, Канада) — канадський хокеїст, захисник. 
Виступав за «Реджайна Петс» (ЗХЛ), «Баффало Сейбрс», «Рочестер Американс» (АХЛ), «Монреаль Канадієнс», «Філадельфія Флайєрс», «Гартфорд Вейлерс», «Кароліна Гаррікейнс», «Анагайм Дакс», «Нью-Йорк Айлендерс».
В чемпіонатах НХЛ — 642 матчі (41+97), у турнірах Кубка Стенлі — 64 матчі (7+16).
У складі молодіжної збірної Канади учасник чемпіонату світу 1990.
Досягнення
- Володар Кубка Стенлі (1993).
- Переможець молодіжного чемпіонату світу (1990).

Нагороди
- Трофей Білла Гантера (1990).

Роботи тренером
Після завершення кар'єри гравця, в сезоні 2013/14 працював асистентом тренера команди Альберти в лізі CWHL.